# Camino de la Cova Plana II
Camino de la Cova Plana II es un abrigo que contiene pinturas rupestres de estilo levantino. Está situado en el término municipal de Mequinenza (Aragón), en España. 
El abrigo se localiza en una pequeña vaguada sobre el antiguo camino de la Cova Plana, a unos 500 metros al Este del abrigo del Camino de la Cova Plana I. El lugar se encuentra en la parte más alta de la vaguada, a unos 50 metros de dicho camino tradicional, pudiéndose acceder al mismo desde el camino asfaltado que, pasado el poblado de Los Castellets, conduce hasta una antigua explotación minera. Es de muy pequeño tamaño y de escasa altura, de modo que la única manera de ver convenientemente el panel pintado es agacharse o tumbarse en el suelo, ya que el motivo representado se encuentra en el techo del abrigo, al igual que ocurre del mismo modo en el abrigo del Barranco de Campells I.
En lo que se refiere al panel decorado de este abrigo, sólo cuenta con una única representación pintada, de color rojo anaranjado realizada con la técnica del trazo simple. Por lo que respecta al estado de conservación, puede decirse que es bastante bueno, tanto en lo que se refiere al soporte como en lo referido a la figura pintada.  El motivo pintado es ciertamente complicado en su diseño e interpretación, así como en su funcionalidad. No obstante, se trata de un motivo geométrico que parece guardar algún tipo de relación con el abrigo de Valmayor II, como la representación de una cruz en aspa. El diseño y algunos de los paralelos más evidentes, permiten suponer una posible cronología centrada en la Edad Media.
El abrigo está incluido dentro de la relación de cuevas y abrigos con manifestaciones de arte rupestre considerados Bienes de Interés Cultural en virtud de lo dispuesto en la disposición adicional segunda de la Ley 3/1999, de 10 de marzo, del Patrimonio Cultural Aragonés. Este listado fue publicado en el Boletín Oficial de Aragón del día 27 de marzo de 2002. Forma parte del conjunto del arte rupestre del arco mediterráneo de la península ibérica, que fue declarado Patrimonio de la Humanidad por la Unesco (ref. 874-655). También fue declarado Bien de Interés Cultural con el código RI-51-0009509.